# Noel Chavasse
Noel Godfrey Chavasse VC & Bar (ur. 9 listopada 1884 w Oksfordzie, zm. 4 sierpnia 1917 w Brandhoek) – brytyjski lekarz i oficer armii, jeden z trzech w historii wojskowych odznaczonych dwukrotnie Krzyżem Wiktorii, jedyny, który otrzymał to odznaczenie za dwie akcje w czasie I wojny światowej. Olimpijczyk z 1908 roku.

## Życiorys
Noel Godfrey Chavasse był jednym z dwóch bliźniąt, synów wielebnego Francisa Jamesa Chavasse’a, późniejszego anglikańskiego biskupa Liverpoolu, oraz Edith Jane z domu Maude. Oprócz bliźniaczego, starszego o 20 minut brata Christophera, miał jeszcze pięcioro rodzeństwa. Po ukończeniu Liverpool College, w 1904 roku obaj bracia rozpoczęli studia w Kolegium Trójcy Świętej w Oksfordzie. Aktywnie uprawiali sport: rugby i lekką atletykę. W 1908 roku obaj reprezentowali Wielką Brytanię na Igrzyskach Olimpijskich w Londynie, w biegu na 400 m, odpadając w eliminacjach.
Po ukończeniu Kolegium Trójcy Świętej w 1907 roku Noel Chavasse kontynuował studia medyczne na Uniwersytecie Oksfordzkim, a od 1909 roku w Liverpoolu, pod kierunkiem między innymi twórcy nowoczesnej ortopedii brytyjskiej, sir Roberta Jonesa. W 1910 roku zdał, za drugim razem, egzamin zawodowy uprawniający do prowadzenia praktyki chirurgicznej (Fellowship of the Royal College of Surgeons). Staż szpitalny odbył w Rotunda Hospital w Dublinie, a w styczniu 1912 roku zdał końcowy egzamin lekarski.
W 1913 roku wstąpił do Royal Army Medical Corps i otrzymał przydział do 10th (Scottish) Battalion w King's Regiment (Liverpool), w stopniu porucznika chirurga, prowadząc jednocześnie cywilną praktykę lekarską. Po zamachu w Sarajewie odbył z batalionem dwutygodniowe ćwiczenia, by w listopadzie 1914 roku zostać wysłanym do Francji, a następnie do Belgii. 27 listopada po raz pierwszy znaleźli się na linii frontu pod ostrzałem nieprzyjacielskiej artylerii. W czasie II bitwy pod Ypres uniknęli bezpośredniej styczności z gazami bojowymi.
W czerwcu 1915 roku Liverpool Scottish uczestniczyli w szturmie na pozycje niemieckie w rejonie wioski Hooge, ponosząc ciężkie straty. Noel Chavasse, poza zaangażowaniem w obowiązkach lekarza wyróżnił się odwagą, ratując ciężko rannego oficera, leżącego na „ziemi niczyjej” pomiędzy liniami okopów. Został za ten czyn przedstawiony do odznaczenia Krzyżem Wojskowym. W sierpniu awansował do stopnia kapitana i został starszym oficerem medycznym 9 Brygady. W listopadzie został wymieniony w raporcie. 7 czerwca 1916 roku odebrał Krzyż Wojskowy z rąk króla Jerzego V podczas specjalnej ceremonii w Pałacu Buckingham.

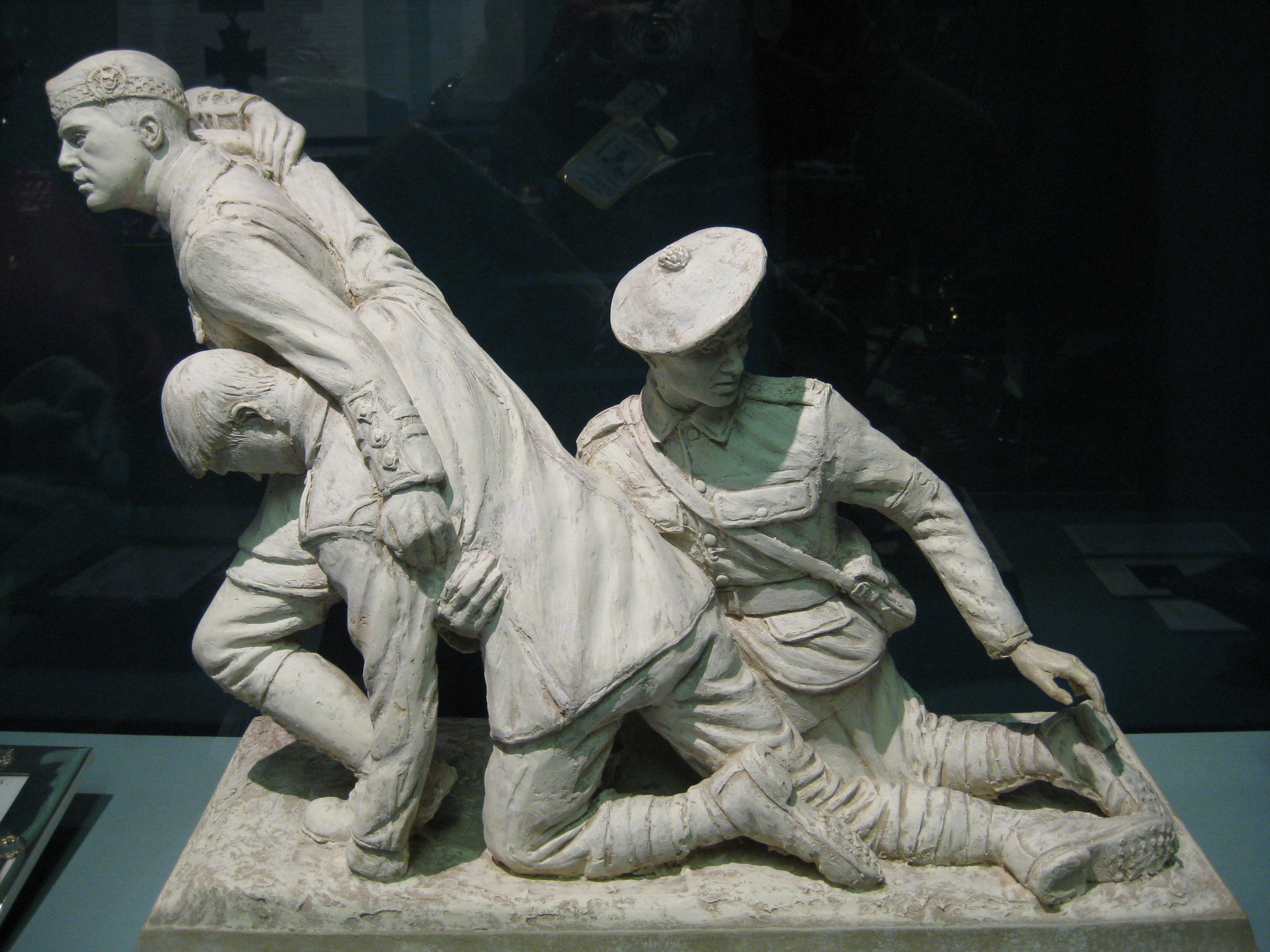
Makieta pomnika Noela Chavesse’a w ekspozycji Army Medical Service Museum

W połowie lipca został wraz z oddziałem przeniesiony do Francji, jako rezerwa dla walczących nad Sommą. 9 sierpnia Liverpool Scottish wzięli udział w nieudanym szturmie na niemieckie pozycje w okolicy wioski Guillemont i ponieśli ciężkie straty. Chavasse, sam ranny, przez cały dzień udzielał pomocy rannym, zaś w nocy poszukiwał pozostawionych na „ziemi niczyjej”, pozostając nieustannie pod ogniem nieprzyjaciela. Za swą postawę został odznaczony po raz pierwszy Krzyżem Wiktorii. Wiadomość o tym opublikowano w „The London Gazette” 24 października 1916 roku, a sam order wręczony 5 lutego 1917 roku w Pałacu Buckingham.
W tym czasie batalion powrócił na front pod Ypres. 31 lipca 1917 roku rozpoczęła się bitwa pod Passchendaele. W początkowej ofensywie 10 batalion odrzucił nieprzyjaciela i Chavasse przeniósł swój punkt opatrunkowy do zdobytego bunkra, bliżej linii walk. Raniony w głowę odłamkiem pocisku artyleryjskiego, pozostał na posterunku przez kolejne dwa dni, opatrując innych rannych i przygotowując ich do transportu na tyły. Nocą z 1 na 2 sierpnia niemiecki pocisk trafił w punkt opatrunkowy, zabijając bądź raniąc niemal wszystkich przebywających wewnątrz. Raniony kilkoma odłamkami, w tym bardzo poważnie w brzuch Chavasse wyczołgał się o własnych siłach na zewnątrz i dotarł do okopów zajmowanych przez własnych żołnierzy, skąd został odtransportowany do punktu sanitarnego w Potijze. Tam opatrywał go Arthur Martin-Leake, pierwszy wojskowy odznaczony dwukrotnie Krzyżem Wiktorii. Następnie przewieziono go do punktu szpitalnego w Brandhoek. Pomimo operacji zmarł nad ranem 4 sierpnia. Został pochowany na Brandhoek New Military Cemetery.
Jego postawa przyniosła mu pośmiertne odznaczenie drugim Krzyżem Wiktorii. Informację opublikowano w „The London Gazette” 14 września 1917 roku. Jego postać upamiętnia między innymi szesnaście pomników w całej Wielkiej Brytanii oraz Chavasse Park w centrum Liverpoolu, nazwany dla uczczenia również jego ojca i brata. Odznaczenia Chavasse’a zostały w 2009 roku zakupione przez lorda Ashcrofta i przekazane do Imperial War Museum.